# 拉乌布洛尼耶尔
拉乌布洛尼耶尔（法語：La Houblonnière，法語發音：[la ublɔnjɛʁ] ⓘ）是法国卡尔瓦多斯省的一个市镇，属于利雪区。

## 地理
拉乌布洛尼耶尔（49°7'29"N, 0°6'17"E）面积7.1 平方千米，位于法国诺曼底大区卡爾瓦多斯省，该省份为法国西北部沿海省份，北濒大西洋英吉利海峡，东北与滨海塞纳省以海上边界相接，东临厄尔省，南至奧恩省，西与芒什省接壤。
与拉乌布洛尼耶尔接壤的市镇（或旧市镇、城区）包括：拉布瓦西耶尔、康布勒梅尔、莱蒙索、勒普雷多日、圣旺勒潘、梅济东瓦莱多日、康布勒梅尔。

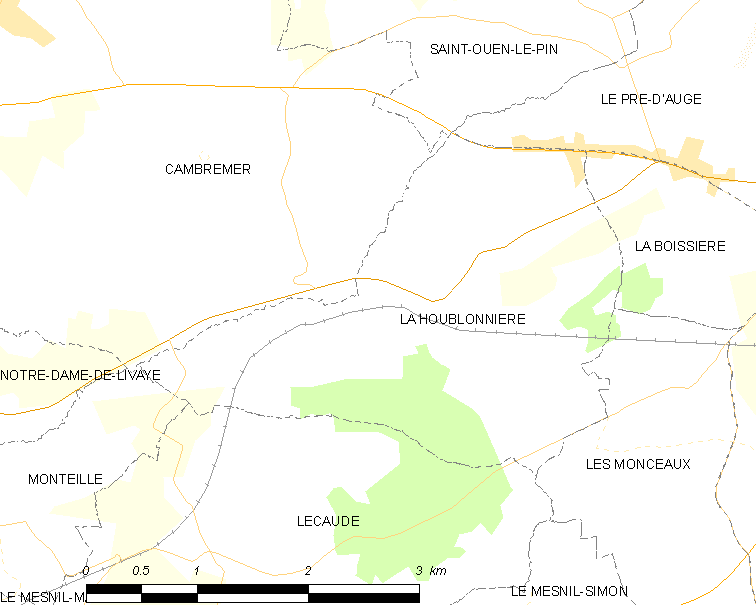
拉乌布洛尼耶尔的OSM定位图

拉乌布洛尼耶尔的时区为UTC+01:00、UTC+02:00（夏令时）。

## 行政
拉乌布洛尼耶尔的邮政编码为14340，INSEE市镇编码为14337。

## 政治
拉乌布洛尼耶尔所属的省级选区为梅济东瓦莱多日县。

## 人口

1962-2008年间拉乌布洛尼耶尔人口变化图示

拉乌布洛尼耶尔于2022年1月1日时的人口数量为325人。